# Karel Mejta (1928)
Karel Mejta (18. června 1928 Třeboň – 6. listopadu 2015 České Budějovice) byl český veslař a reprezentant Československa.
V roce 1952 získal na OH v Helsinkách zlatou medaili ve veslování. Ve čtyřce s kormidelníkem společně s ním medaili získali: Stanislav Lusk, Jiří Havlis, Jan Jindra, Miroslav Koranda. Vítězný čas byl 7:33.4.